# Lothar Kalb
Lothar Kalb (* 1936) ist ein deutscher Sportpädagoge, Hochschullehrer und Sportbuchautor.

## Leben
Kalb arbeitete an der Arbeiter-und-Bauern-Fakultät der Deutschen Hochschule für Körperkultur (DHfK) in Leipzig als Lehrer in den Fächern Deutsch und Geschichte, ab 1963 war er entscheidend am Aufbau der internationalen Trainerkurse in der Abteilung Lehrgangswesen beteiligt. Von 1964 bis 1990 hatte Kalb anschließend die Leitung des Instituts für Ausländerstudium inne, am ersten Jahrgang der neun Monate dauernden Kurse nahmen ab April 1964 28 Teilnehmer aus asiatischen und afrikanischen Ländern teil. In Veröffentlichungen befasste er sich mehrfach mit der an der DHfK ausgeführten Aus- und Weiterbildung von Trainern aus Afrika, Asien und Südamerika.
Währenddessen schloss er sein Studium an der DHfK mit dem Doktorgrad ab, das Thema seiner 1975 vorgelegten Schrift zur Dissertation A war „Zur Rolle von Körperkultur und Sport im Prozess der nationalen und sozialen Befreiung auf dem afrikanischen Kontinent“. Von 1975 bis 1982 war er Vereinsvorsitzender der HSG DHfK Leipzig.
1985 schloss er seine Dissertation B ab, der Titel seiner Arbeit lautete „Gesellschaftliche Determinanten und spezielle Entwicklungsfaktoren bei der Gestaltung von Körperkultur und Sport in den national befreiten Staaten und Inhalt, Formen und Ergebnisse der solidarischen Zusammenarbeit des DDR-Sportes mit den Ländern Asiens, Afrikas und Lateinamerikas“.
Von 1985 bis 1990 war Kalb Mitglied einer Fachgruppe der UNESCO, die Ausbildungsprogramme für Entwicklungsländer ausarbeitete.

## Schriften
- Kalb ist Mitherausgeber des Buches „Deutsche Sporthochschule für Körperkultur Leipzig 1950–1990“, welches 2007 erschien. Zu diesem Werk trug Kalb die „Die internationalen Wissenschaftsbeziehungen der DHfK“, „Die Aus- und Weiterbildung ausländischer Sportfachexperten an der DHfK“ und gemeinsam mit Walter Renner „Mitarbeit in der HSG – integraler Bestandteil des Studiums“ bei.[7]

- Sendboten Olympias. Die Geschichte des Ausländerstudiums an der DHfK Leipzig, Leipziger Universitäts-Verlag, Leipzig, 2008, ISBN 978-3-86583-241-2.